# Georg Carabelli

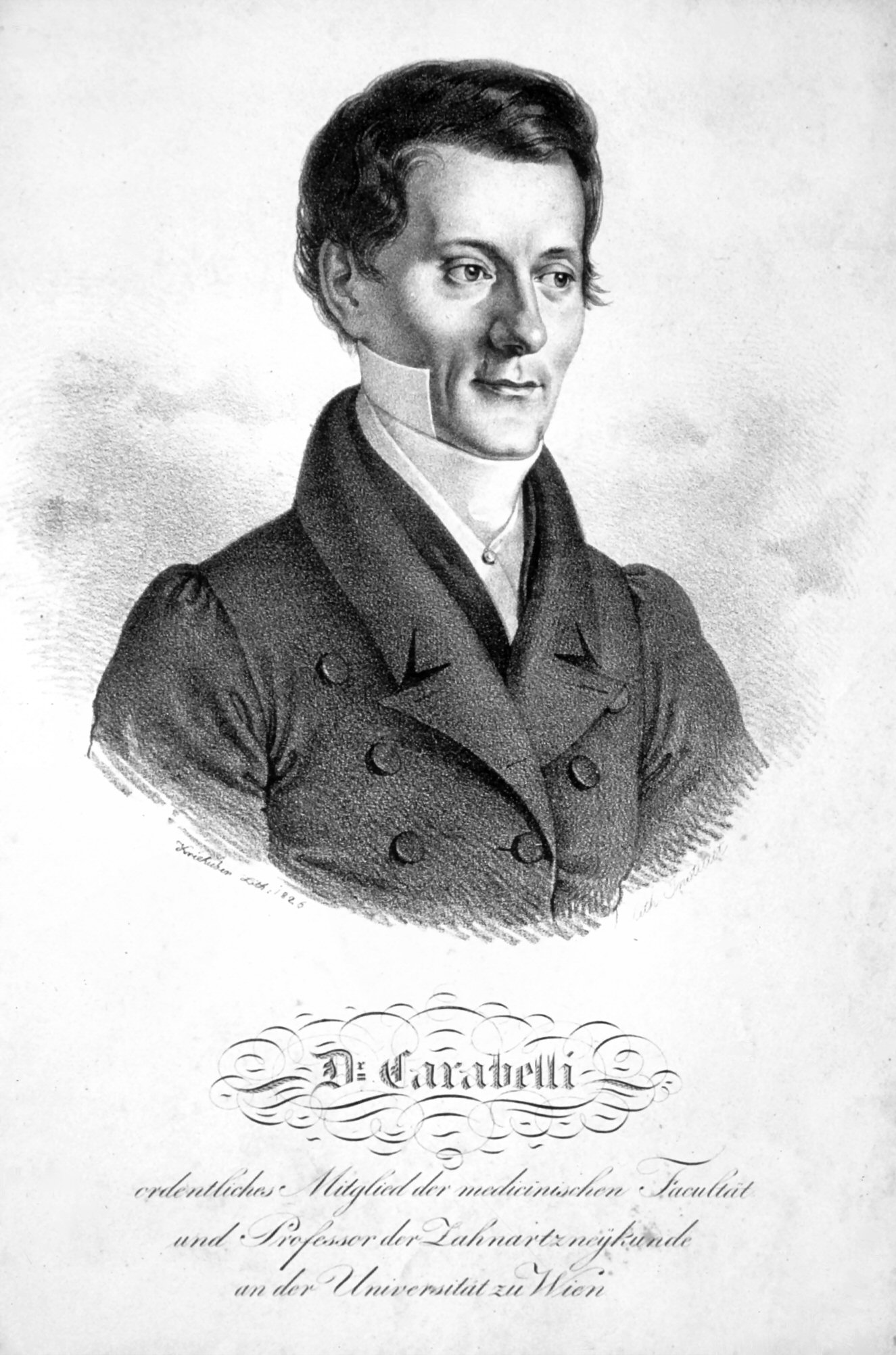
Lithographie Carabellis von Josef Kriehuber, 1826

Georg Carabelli, Edler von Lunkaszprie (* 11. Dezember 1787 (oder 1788) in Pest, ungarischer Name: Karabély György; † 24. Oktober 1842 in Wien) war ein ungarisch-österreichischer Zahnarzt in Wien und kaiserlicher Leibzahnarzt.

## Leben

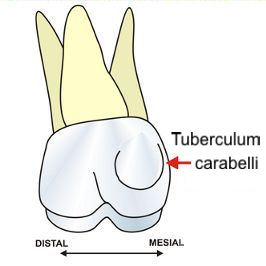
Tuberculum carabelli am oberen linken Molaren (Zahn 26); Ansicht von palatinal (innen).

Georg Carabelli wurde als siebtes Kind von Antonius Carabelli (1735–1791), der in Pest als Tabulettkrämer mit Galanteriewaren arbeitete, und Agnes Haller (exakter Name nicht genau geklärt), seiner zweiten Frau, geboren. Seine Mutter starb, als er 2 Jahre alt war, sein Vater starb zwei Jahre später. Die ersten Angabe über den jungen Carabelli stammen 1806 aus Wien, wo er sich als 19-Jähriger an die Wiener Universität als Chirurgiestudent immatrikulieren ließ. Er war also kein Medizinstudent, sondern ein „Hörer eines niedrigeren chirurgischen Kurses“. Bis 1814 diente Carabelli als Feldchirurg in den napoleonischen Kriegen 1809 und 1812 im Rang eines Primararztes des Feldlagers. Carabelli begann seine Studien im Doktorkurs und promovierte 1815 zum Doktor der Chirurgie als Mitglied der Medizinisch-Chirurgischen Josephs-Akademie (Josephinum). Er beantragte eine Genehmigung zu ausserordentlichen zahnheilkundlichen Vorträgen und widmete sich ganz der Zahnmedizin als Anhänger der französischen zahnmedizinischen Schule. 1821 legte Carabelli in Wien das Examen dentisticum ab. Als Zahnarzt der kaiserlichen Familie erhielt er 1821 von Kaiser Franz II. die Erlaubnis, an der Universität Wien Vorlesungen über Zahnheilkunde zu halten. Diese bezogen sich jedoch nur auf die Theorie; die praktische Ausbildung erfolgte in seiner Privatordination. Zu jener Zeit genossen Zahnärzte ein sehr geringes gesellschaftliches Ansehen. Carabelli heiratete die Baronin Anna von Ludwigsdorf. Aus der Ehe gingen zwei Söhne hervor, Carl Heinrich Joseph und Wilhelm Georg. Carabelli starb an einem „allgemeinen gichtigen Hirnschlag“. Diese Diagnose weist auf eine Hirnblutung hin.

## Werk
Als Verfasser der ersten brauchbaren Darstellung dieses Fachgebietes gilt er als Begründer der wissenschaftlichen Zahnmedizin in Österreich. Er beschrieb als erster einen akzessorischen Höcker an den oberen Mahlzähnen, den er Tuberculus anomalus nannte (der lateinisch korrekt Tuberculum anomale hätte heißen müssen). Ihm zu Ehren wurde der Höcker als Tuberculum carabelli bzw. Carabellihöcker benannt.
Bei seinen Tätigkeiten als Hofzahnarzt behandelte er Marie-Louise von Österreich (1791–1844), Herzogin von Parma und zweite Frau Napoleon Bonapartes, sowie deren Sohn Napoleon Franz Bonaparte (1811–1832), den späteren Herzog zu Reichstadt.
Daneben beschäftigte sich Carabelli auch mit der Schulzahnpflege und zählt deshalb neben Leonard Koecker (1785–1850), dem belgischen Zahnarzt Amédée-Jules-Louis François dit Talma (A. F. Talma, 1792–1864) und Jonas Bruck (1813–1883) zu den Pionieren der Schulzahnpflege.

## Ehrungen
- Auf Grund seiner Verdienste erhielt er das ungarische Adelsprädikat Edler von Lunkaszprie und die Ernennung zum Hofzahnarzt.
- Im Jahre 1953 wurde in Wien-Floridsdorf (21. Bezirk) die Carabelligasse nach ihm benannt.

## Trivia
Als er seinen späteren Nachfolger Moriz Heider (1816–1866) animieren wollte, sich mit der Zahnmedizin zu beschäftigen, soll dieser ihm geantwortet haben: „Ein honetter Mensch, der etwas gelernt hat, kann kein Zahnarzt werden.“

## Schriften
- Systematisches Handbuch der Zahnheilkunde. Bd. I.: Geschichtliche Uebersicht der Zahnheilkunde. Doli, Wien 1831.
- Systematisches Handbuch der Zahnheilkunde. Bd. II.: Anatomie des Mundes. Mit Kupfertafeln v. Carabellis Anatomie des Mundes. Braumüller u. Seidel, Wien 1844.